# アマウロセラス
アマウロセラス（学名：Amauroceras）は、アマルチウス科の属であり、3種が含まれる。カナダ・ヨーロッパから発見されている。
成体の大きさは比較小さく、肋は非常に弱いか、成長に伴って存在しなくなった。また、角張っており、カーブが緩やかだった。縫合線は非常に薄く、成長の終わりには消えていった。殻の断面は卵形か楕円形。直径は5cmと、とても小さかった。
Howarth (1958年) や Tintant ら (1961年) によれば、アマウロセラスに最も近い分類群は Amaltheus wertheri。Buckman (1913年) はこれらの種を "退化したアマルチウス"とみなしてた。一部の著者は、アマウロセラスにwertheriを含めている。A. wertheriの成体の大きさはアマウロセラスの化石と似ているが、肋が顕著で、竜骨はアマルチウスのものに似ていた。アマウロセラスはアマウロセラスの微小生態系と考えられてきたが、この2属の生層序学的な範囲は類似しているように思われるものの、同じ層で共に出現するのは規則的ではない。さらに、それらの相対的な存在の多さは異なる。最も一般的な仮説は、アマウロセラスの標本を「小型のアマルチウス」とみなすことである。